# حبس الذراع
حبس الذراع يعني الضغط على ذراع المنافس ومحاولة تثبيتها بين جسم المهاجم وذراعه.